# マッシモ・モラッティ

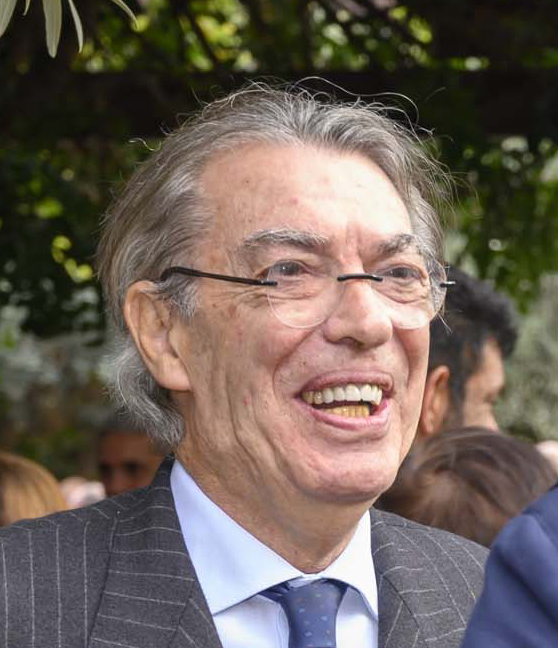
マッシモ・モラッティ

マッシモ・モラッティ（Massimo Moratti、1945年5月16日 - ）は、イタリアの実業家。セリエA・インテル・ミラノ元会長。会長時代にクラブはトレブルを達成し多くのタイトルを獲得した。
父親のアンジェロ・モラッティも1960年代のインテル会長を務めた。義姉のレティツィア・モラッティは政治家でミラノ市長を務めたことがある。

## 経歴
1995年の会長就任以来、父が会長を務めた栄光の時代を復活させるべく潤沢な資金（10年間に5億ユーロ）で有名選手を次々に獲得、10人の著名な監督を招き入れたが獲得したタイトルは1998年のUEFAカップのみで、スクデットには手が届かず、またアンドレア・ピルロをライバルのACミランに、何かと面倒を見てきたロナウドをレアル・マドリードにあっさり譲渡するなどして、サポーターの反感を買い一時会長の職を追われる。
2005年に会長職に復帰すると、2005-2006シーズンに念願のセリエA優勝を果たすが、これは1位のユヴェントスと2位のACミランが八百長行為で処分を受けた結果の繰上げ優勝であった。
そして、2006-2007シーズンに念願のスクデットを獲得し、彼の歓喜する姿がイタリア全土に報道された。
2013年10月16日、インドネシア人企業家のエリック・トヒルを中心とするInternational Sports Capital社にインテルの株式の70％を売却することを決定し、エリック・トヒルが会長に就任した。その後、モラッティは名誉会長に就任したが、2014年10月24日をもって名誉会長職を辞任し、完全にインテルから離れることとなった。
会長に就任して最初に獲得した選手が当時、ヨーロッパではまったくの無名選手であったハビエル・サネッティであり、ポリ袋に入ったサッカーシューズだけを持って練習場に来るサネッティを見てメディアは「モラッティは、イタリア人と錯覚するような名字の無名選手を獲得したようだ。とても活躍は期待できそうもない。」と酷評したが、サネッティはすぐにレギュラーとして定着し、Mr.インテルと称されたジュゼッペ・ベルゴミからキャプテンを継ぎ、インテルの象徴ともいえる選手となった。

## 人物
アルバロ・レコバの大ファンであり、好不調の激しいレコバに対しサポーターからの厳しい意見が出る中、彼を擁護し放出することは無かった。レコバはこの事に感激し「これまでのサッカーは家族とファンのため、これからは会長のため」と発言している。
車はトヨタ・プリウスに乗っている。
父親は上流階級出身であるが母親は中流階級出身の中学校教諭であり、子供たちに有り余るお金を使う味を覚えぬように厳しく教育した為、同年代の上流階級層に比べてざっくばらんな親しみやすい性格である。そのため、イタリアの雑誌で親しみやすいセレブランキング1位を得たことがある。家柄は上流階級に属するいわゆる「お坊ちゃま」育ちであるが、俗物紳士を毛嫌いし庶民的なスタイルを好んでいる。ミラノの電話帳に自分の家の電話番号を載せたこともある。
サラス石油の重役の椅子を持っているが、インテルの運営資金は100パーセント個人資産である。